# Sono cose delicate (album)
Sono cose delicate è il terzo album di Marco Massa, pubblicato il 22 aprile 2016.

## Il disco
Il titolo dell'album è un omaggio a Virgilio Savona, legato a un episodio dell'infanzia di Marco Massa: Sono cose delicate è anche il titolo di una canzone del componente del Quartetto Cetra, che Massa ascoltò da bambino e che lo colpì al punto da spingerlo a contattarlo per farsene spiegare il significato.
Di Sono cose delicate esiste solamente l'edizione in vinile, e le tracce in formato digitale (comprese 3 bonus track) sono rese disponibili solo per chi possiede effettivamente l'LP.

## Tracce
1. Un po' di più – 4:54 (Marco Massa)
2. 'O divo – 6:11 (testo: Maurizio Marsico – musica: Marco Massa)
3. Sono cose delicate – 3:15 (testo: Maurizio Marsico – musica: Marco Massa)
4. Questa è per te – 4:11 (Marco Massa)
5. Invenzione per un papà – 1:52 (musica: Stefano Barzan, Marco Massa)
6. Il giorno dopo – 3:37 (testo: Maurizio Marsico – musica: Marco Massa)
7. Tutti a scuola – 3:31 (testo: Maurizio Marsico – musica: Marco Massa)
8. Vienimi a trovare – 4:52 (Marco Massa)
9. A modo tuo – 4:06 (Marco Massa)
10. Pianista senza piano – 3:39 (testo: Maurizio Marsico – musica: Marco Massa)

Tracce bonus nell'edizione digitale
1. Con il fiato corto – 3:20 (Marco Massa)
2. Tutti a scuola (unplugged) – 3:35 (testo: Maurizio Marsico – musica: Marco Massa)
3. Lazzari felici – 2:46 (testo: Pino Daniele – musica: Pino Daniele, Joe Amoruso)